# Улика
Уликата е косвено доказателство.
Тя възпроизвежда отделни фрагменти от извършеното престъпление. Включва се към доказателствения материал по наказателното дело.
Изходната основа, от която се определя годността на един факт да бъде използван като косвено доказателство, е наличието на основателно предположение, че този факт се намира в обективна връзка с основния факт на престъплението. Косвеното доказателство е факт от обективната действителност, който, отнесен самостоятелно към предмета на доказване, не може да даде пълноценен отговор за някое от обстоятелствата по делото. Този факт трябва да бъде съпоставен с други факти, за да може да даде отговор на въпросите по делото, касаещи изясняване на конкретни обстоятелства. Чрез косвените доказателства се проверяват преките доказателства или се допълват някои обстоятелства, разкривани и изяснявани чрез тях.